# Sarvaš
Sarvaš je prigradsko naselje grada Osijeka, u Osječko-baranjskoj županiji. Nalazi se istočno od Osijeka, na cesti prema Aljmašu.

## Povijest
U Sarvašu su iznimno bogata nalazišta Vučedolske kulture.
Mjesto se prvi put spominje 1279. godine. U srednjem je vijeku bilo posjed različitih plemića: Lackovića, Hercega, Korođa i Berislavića.
Naseljeno je opet poslije protjerivanja turske vlasti u 18. stoljeću uglavnom Nijemcima. Godine 1944./1945. Nijemci su se morali iseliti ili su poginuli u logorima, a Sarvaš su naselili stanovnici iz Hrvatske. Prema popisu stanovništva iz 1910. godine Sarvaš je imao 1.191 stanovnika od čega 1.141 Nijemca.
Okupacijom mjesta od srpskog agresora 1991. iz njega je protjerano nesrpsko stanovništvo, a naselju je ime promijenjeno u Jelenovo. Mirnom reintegracijom stvoreni su uvjeti za povratak Hrvata – katolika u ovo mjesto.

## Stanovništvo
Prema popisu iz 2011. naselje je imalo 1.884 stanovnika.
| broj stanovnika | 1096  | 1173  | 1167  | 1183  | 1188  | 1191  | 1160  | 1202  | 1051  | 1127  | 1488  | 1558  | 1750  | 1839  | 1539  | 1884  | 1658  |
|                 | 1857. | 1869. | 1880. | 1890. | 1900. | 1910. | 1921. | 1931. | 1948. | 1953. | 1961. | 1971. | 1981. | 1991. | 2001. | 2011. | 2021. |

## Kultura
- Kulturno umjetničko društvo Sarvaš

## Šport
- NK Sarvaš, nogometni klub, županijski ligaš
- KK Sarvaš, košarkaški klub, županijska liga-zlato na natjecanju Županije
- RK Sarvaš, rukometni klub

## Poznate osobe
- Radoslava Mrkšić, hrvatska glumica

## Vanjske poveznice
- Sarvaš